# Svatební dům

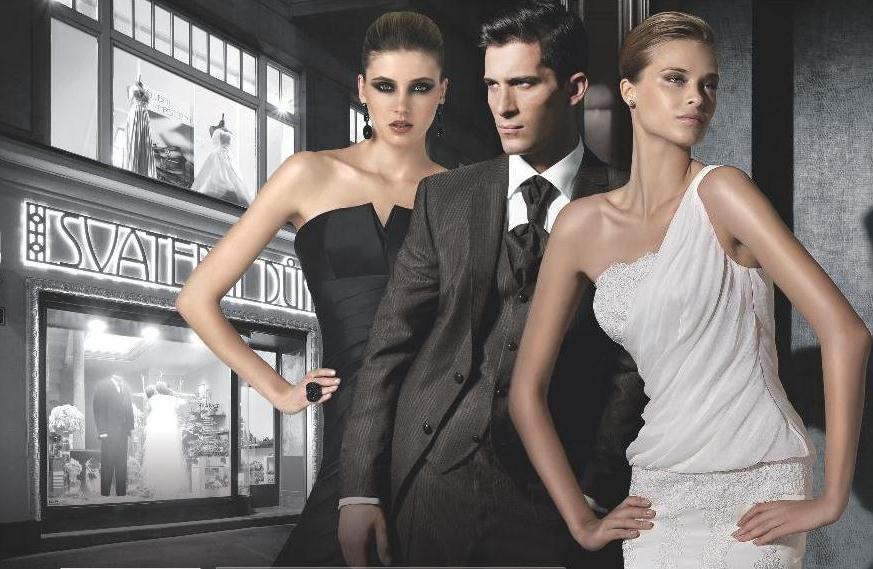
Svatební dům v Praze

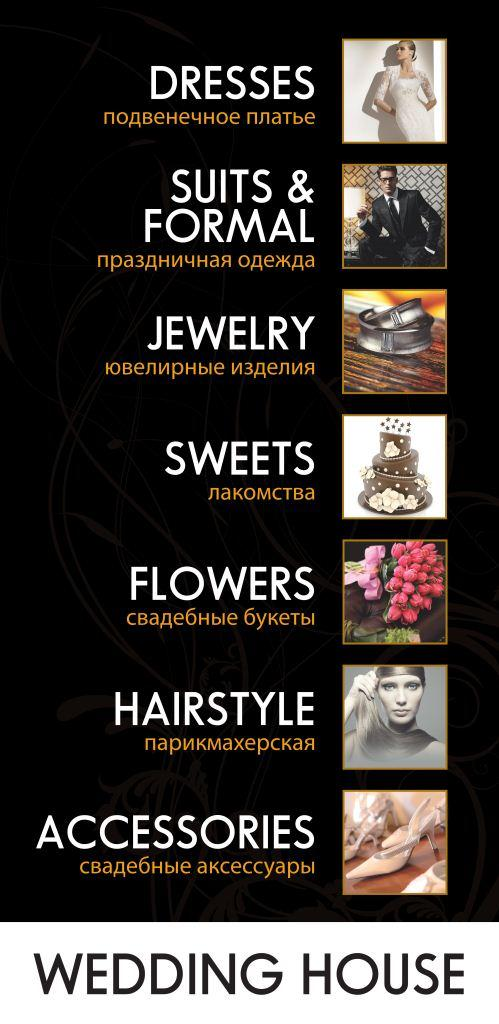
obory ve svatebním domě

Svatební dům je druh módního obchodního domu. Jde o reprezentativní prostory většího rozsahu v centrech metropolí, jakousi výkladní skříň příslušné značky. V případě, že není zřízen přímo výrobcem svatebních šatů, je s ním propojen bez mezičlánků pro daný stát, region, a je autorizován k šíření značky.
Svatební dům je v druhém významu přímo výrobní závod daného výrobce.

## Statut
Autorizace provozovatele svatebního domu je provedena franšízou, licenční smlouvou, např. v případě největšího evropského výrobce svatebních šatů Pronovias Barcelona tzv. prémiovým dealerstvím. 

## Svatební dům versus svatební salon
- Ve svatebním domě jsou obchodníci zároveň výrobci zboží a služeb.
- Svatební salony většinu svého sortimentu zprostředkovávají nebo mají v komisním prodeji.

## Sortiment
- Svatební dům reprezentuje mateřskou značku vlastní nebo stěžejního dodavatele.
- Svatební dům má formou sekcí nebo butiků zastoupen ostatní svatební sortiment.

## Obory zastoupené ve svatebním domě
- Prodejna a půjčovna svatebních šatů
- Butik se společenskými šaty
- Prodejna a půjčovna pánských slavnostních obleků
- Prodejna dámských a pánských doplňků
- Prodejna svatební a společenské obuvi
- Prodejna a půjčovna svatebních dekorací
- Zlatnictví
- Květinářství
- Cukrářství
- Kadeřnictví

## Svatební domy v Česku
V České republice byly v létě roku 2013 dva svatební domy, jeden z nich multioborový . Jde o Svatební dům Kleinod (ostatní obory zprostředkovává) a Svatební dům NUANCE (multioborový).